# Ossos de sant
Els ossos de sant són unes postres elaborades amb massapà (pasta d'ametlla), de color blanc i forma allargada i cilíndrica (semblant a la d'un os amb la seva medul·la òssia), originalment farcits de dolç de rovell que recorden tíbies. A Espanya són característics en les pastisseries per a la celebració de les dates properes al Dia de Tots Sants (primer de novembre), juntament amb els bunyols de vent. La seva presentació en algunes ocasions recorda a la dels reliquiaris.

## Història i costums
L'elaboració d'aquests dolços es remunta al començament de segle xvii, encara que la utilització del massapà és de l'època andalusina. Possiblement el seu origen es trobe a València (apareixen citats ja en l'Art de cuina de Francisco Martínez Montiño, de 1611) S'elaboren principalment per a la celebració del dia de Tots Sants i Difunts, coincidint amb la recol·lecció de l'ametlla.
Són típics de la zona de Castella i Lleó, encara que no obstant això actualment estan molt difosos per tota la geografia peninsular. En altres regions s'incorporen dolços propis similars com poden ser els ossos de Sant Expedit (sud) i els panellets (zona oriental).
La transmissió de la cultura castellana a Amèrica, entre els segles xvi i xviii, va derivar en una variant d'aquestes postres a Mèxic: les calaveretes de dolç i el pa de mort, igualment típics del 1r i el 2 de novembre (Dia de morts), als quals erròniament s'atribueix orígens precolombins.